# Kulon wielkodzioby
Kulon wielkodzioby (Esacus recurvirostris) – gatunek dużego ptaka z rodziny kulonów (Burhinidae). Występuje na obszarze od południowo-wschodniego Iranu przez subkontynent indyjski i Sri Lankę po Półwysep Indochiński i Hajnan. Bliski zagrożenia wyginięciem (NT, Near Threatened).

## Taksonomia
Po raz pierwszy gatunek opisał Georges Cuvier w 1829. Holotyp pochodził z Nepalu. Autor nadał nowemu gatunkowi nazwę Oedicnemus recurvirostris.
Obecnie (2021) Międzynarodowy Komitet Ornitologiczny umieszcza kulona wielkodziobego w rodzaju Esacus. Uznaje go za gatunek monotypowy, podobnie jak i autorzy HBW, listy ptaków świata opracowywanej we współpracy BirdLife International z autorami HBW (5. wersja online: grudzień 2020), Clements Checklist of Birds of the World (sierpień 2019), jak i Howard and Moore Complete Checklist... (2014).
Jedynym gatunkiem w rodzaju Esacus oprócz kulona wielkodziobego jest kulon plażowy (Esacus magnirostris), z którym ten tworzy nadgatunek. Brakuje badań filogenetycznych, które ukazywałyby wzajemne relacje w obrębie rodziny kulonów. Dawniej kulony plażowe bywały wydzielane do monotypowego rodzaju Orthorhamphus. Drugim rodzajem w rodzinie kulonów jest Burhinus, gdzie umieszczano zarówno kulony wielkodziobe, jak i plażowe. Obydwa od kulonów Burhinus odróżniają liczne cechy budowy ciała, przy czym najbardziej zwraca uwagę masywny dziób. Jest niemalże unikatowy wśród tej części siewkowców, które pożywienia szukają podczas brodzenia w wodzie (ang. wader od wade – „brodzić”; jest to grupa ekologiczna i nie należy kojarzyć jej z rzędem brodzących, którego obecna nazwa to bocianowe). Podobny występuje jedynie u krabożerów (Dromas ardeola) − bocznie spłaszczony, z wyraźnie widocznym podcięciem oraz z dolną linią żuchwy zgiętą pod kątem, nie zaś zaokrągloną. Tak jak i krabożery, kulony wielkodziobe i plażowe żywią się krabami.
W środowisku naukowym raczej osiągnięto konsensus w kwestii granic gatunków kulonów. Paradoksalnie wyjątkiem są kulony Esacus, z których jeden był długo umieszczany w odrębnym rodzaju. Kulona wielkodziobego za podgatunek plażowego uznali na przykład Ripley i Ali (1981)

## Morfologia
Długość ciała wynosi 49–54 cm, masa – około 790 g. Kulony wielkodziobe cechują się masywną budową, a proporcjami przypominają nieco dropie.
Na przodzie głowy znajduje się bardzo wyraźny wzór, który tworzy biały obszar dookoła oka i za nim oraz czarna plama na policzku i krótki pasek przyżuchwowy. Charakterystyczny dla kulonów wielkodziobych jest masywny dziób, smuklejszy w końcowej części, która wygina się w górę. U lecącego kulona wielkodziobego zwracają uwagę czarne lotki i białe plamy na lotkach I rzędu, a także szeroki jasnoszary pas przecinający pokrywy skrzydłowe średnie i większe. Czarne lotki II rzędu i białe czoło pozwalają odróżnić kulony wielkodziobe od plażowych, podobnie jak smuklejszy i bardziej zaostrzony dziób. Osobniki młodociane bardzo przypominają dorosłe, wyróżniają się płowymi krawędziami piór w świeżej szacie. Tęczówka cytrynowożółta. Nogi i szare, zielonkawe.

## Zasięg występowania
Kulony wielkodziobe występują na obszarze od południowo-wschodniego Iranu przez subkontynent indyjski i Sri Lankę po Półwysep Indochiński i Hajnan. Według szacunkowych danych BirdLife International zasięg ich występowania zajmuje blisko 10,5 mln km².
W Iranie kulony wielkodziobe zamieszkują wybrzeża dwóch ostanów: Hormozgan i Beludżystanu, od cieśnin dzielących wyspę Keszm i kontynentalną część kraju na wschód po granicę z Pakistanem. Dalej ich obszar występowania ciągnie się przez Pakistan po Nepal i niemal całe Indie – także wysunięte najdalej na zachód stany Asam i Manipur – oraz Sri Lankę. W leżącym na zachodnim wybrzeżu stanie Goa co najmniej do 2016 kulon wielkodzioby był stwierdzony tylko raz, uznany został za zabłąkanego osobnika. W Nepalu odnotowywano ten gatunek w Kotlinie Katmandu oraz w dystryktach Chitwan i Bardiya.
Obszary występowania kulonów wielkodziobych w Bangladeszu rozmieszczone są wzdłuż wybrzeża w południowo-zachodniej części kraju oraz wokół dużych rzek w jego środkowej części. W 2015 zasięg geograficzny w tym kraju zajmował szacunkowo 23,4 tysiąca km², jednak rzeczywisty zajmowany obszar – 968 km². Gniazdują też w Bhutanie. W Mjanmie odnotowywano kulony wielkodziobe w południowej, południowo-zachodniej, środkowej, wschodniej i północnej części kraju. W Tajlandii stwierdzano ich obecność w północno-zachodnich i północno-wschodnich rejonach, lecz współcześnie występują już tylko wzdłuż Mekongu. Podawane były też ze wschodniej Kambodży, Laosu oraz Wietnamu (południowe i środkowe rejony dawnego Annamu). W Laosie kulony wielkodziobe pojawiają się głównie przy Mekongu oraz w prowincji Xékong, daleko na południu kraju. Na północy również występują, tylko w rozproszeniu.
Chociaż wyspa Hajnan jest wymieniana jako jedno z miejsc występowania kulonów wielkodziobych, to podczas prac terenowych w dwóch pierwszych dekadach XXI wieku nie wykryto ich obecności. Według stanu wiedzy z 2020 tamtejsza populacja mogła już zaniknąć.

## Ekologia i zachowanie
Kulony wielkodziobe występują przy rzekach ze żwirowym lub kamienistym korytem, na kamienistych wybrzeżach i błotnistych połaciach terenu przy dużych jeziorach. Czasami odwiedzają pobliskie trawiaste równiny okresowo zalewane przez rzeki. Rzadko pojawiają się na piaszczystych wybrzeżach morskich, piaszczystych równinach, na solniskach i w estuariach. Zamieszkują wybrzeża morskie cejlońskiej strefy lasów kserofitycznych (ang. Sri Lanka dry-zone dry evergreen forests; ekoregion ten zajmuje około 75% powierzchni Sri Lanki), lecz wyłącznie na plażach nienaruszonych działalnością człowieka. W Nepalu były odnotowywane do 250 m n.p.m. Trzymają się brzegów głównych rzek tego kraju, jak Kali Gandaki, Ghaghra, Kosi i Mahakali.
Prowadzą osiadły tryb życia. Wędrują jedynie na skalę lokalną, do czego zmusza je podnoszący się poziom wody na rzekach i jeziorach, a tym samym zmiana warunków żerowania. Poza sezonem lęgowym mogą łączyć się w grupy złożone z kilku osobników. Zachowują się dość ostrożnie. Są aktywne głównie o zmierzchu, czasami żerują też za dnia. Wygiętej w górę końcówki dzioba używają do podważania kamieni. Głównym składnikiem ich diety są kraby i inne skorupiaki, odnotowano też owady, a raz jajo sieweczki morskiej (Charadrius alexandrinus; jest to jednak informacja z połowy XX wieku). Przy jeziorze oligotroficznym w pobliżu Rajkot (Gudźarat), gdzie kraby pojawiały się nielicznie, wśród zdobyczy przynoszonej młodym zidentyfikowano młodego warana bengalskiego (Varanus bengalensis), ryjówka samotnego (Suncus stoliczkanus) i ryby z rodzaju Salmostoma (karpiowate).

### Lęgi
Okres składania jaj w Indiach trwa od lutego do lipca, a na Sri Lance – głównie od kwietnia do lipca. Kulony wielkodziobe są monogamiczne i terytorialne. Niekiedy gniazdują w koloniach rybitw indyjskich (Sterna aurantia). Gniazdo ma formę zagłębienia wygrzebanego w żwirze, na kamienistej wysepce lub wśród rzadkich traw porastających obrzeża laguny, zwykle blisko wody. W zniesieniu znajduje się 1 lub 2 jaja. Wymiary średnie dla 60 jaj: 54,4 na 41,0 mm. Wysiadują obydwa ptaki z pary. Pisklęta pokrywa czarno-biały (siwawy) puch z czarnymi cętkami. Brak informacji o czasie wysiadywania czy rozwoju młodych.

## Status i zagrożenia
IUCN uznaje kulona wielkodziobego za gatunek bliski zagrożenia (NT, Near Threatened) od 2013 (stan w 2021); wcześniej w latach 1988–2012 był klasyfikowany jako gatunek najmniejszej troski (LC, Least Concern). BirdLife International uznaje trend liczebności populacji za prawdopodobnie spadkowy. W 2000 w Iranie gatunek nie podlegał ochronie. W Czerwonej Księdze Bangladeszu kulon wielkodzioby ma lokalny status gatunku bliskiego zagrożenia (NT; 2015); uprzednio był klasyfikowany jako gatunek niedostatecznie rozpoznany (DD, Data Deficient). Lokalny status w Chinach (2015) to gatunek najmniejszej troski (LC).
W Azji Południowo-Wschodniej zanotowano powtarzający się co sezon niski sukces lęgowy wśród ptaków gniazdujących w ekosystemach rzecznych. Przyczyniają się do niego psy, niepokojenie przez rybaków i zwierzęta domowe oraz sporadyczne wybieranie lęgów przez ludzi. W Nepalu znaczącym zagrożeniem dla kulonów wielkodziobych jest naruszanie oraz degradacja środowiska ich życia. Jak oceniono w 2. dekadzie XXI wieku (dane BirdLife International), najpoważniejszym zagrożeniem w większości zasięgu geograficznego jest mnogość inwestycji w elektrownie wodne typu zaporowego. Tyczy się to zarówno już ukończonych, jak i realizowanych lub zaplanowanych wówczas inwestycji.
W Kambodży w regionie rzek Tonlé San i Tonlé Kong kulony wielkodziobe niemalże już nie występują. Za zniknięcie z pierwszego najprawdopodobniej odpowiadają tamy wybudowane w Wietnamie wyżej na Tonlé San. Na przełomie 2. i 3. dekady XXI wieku w planach były kolejne tamy na Tonlé Kong, które mogłyby zaważyć o występowaniu kulonów wielkodziobych w pobliżu tej rzeki nawet przy podjęciu działań ochronnych. Wiadomo było też o projektach tam do realizacji na głównym korycie Mekongu w południowym Laosie oraz w Kambodży w prowincji Stœ̆ng Trêng i w okolicy Sambor w prowincji Krâchéh. Te mogłyby zaburzyć dotychczasowy przepływ rzeki, doprowadzając do wymarcia populacji z tej części Półwyspu Indochińskiego. W marcu 2020 rząd Kambodży ogłosił wstrzymanie realizacji projektów na głównym korycie Mekongu w całym kraju do 2030.
Podczas corocznych akcji liczenia ptaków wodnych na Hajnanie w latach 2003–2007 i 2008–2020 nie stwierdzono kulonów wielkodziobych.